# Herb Kraju Basków

Herb Kraju Basków

Herb Kraju Basków przedstawia na tarczy czwórdzielnej w krzyż w polu 1 – herb prowincji Alava (Araba), w polu 2 – herb prowincji Vizcaya (Bizkaia), w polu 3 – herb prowincji Guipúzcoa (Gipuzkoa), pole 4 – czerwone, puste (do 1986 roku znajdował się tam herb Nawarry).
Tarcza okolona jest gałęziami dębowymi ze świętego dębu Basków z Guerniki.
Pierwotnie herb przyjęty został 2 listopada 1978 roku, wzorowany na herbie Kraju Basków z 1936 roku.